# Title (EP)
Title —en español: Título— es el EP debut de la cantante estadounidense Meghan Trainor, publicado el 9 de septiembre de 2014 por el sello discográfico Epic Records. El EP fue precedido por el lanzamiento del sencillo «All About That Bass».

## Promoción
La cantante interpretó «All About That Bass» en vivo en Nashville, en un programa de Emily West
el 16 de julio de 2014, en el programa Live! with Kelly and Michael el 7 de agosto de 2014  y en The Tonight Show Starring Jimmy Fallon con el grupo The Roots el 6 de septiembre de 2014. Trainor también interpretó la canción «Title» en la ciudad de Nueva York el 17 de agosto de 2014  así como «Dear Future Husband» en Kansas City el 10 de agosto de 2014.

## Sencillos
«All About That Bass» fue lanzado como el primer sencillo del extended play el 2 de julio de 2014. El vídeo musical fue dirigido por Fatima Robinson, mientras Charm La'Donna fue la encargada de la coreografía. Comercialmente, la canción fue un éxito, alcanzó la máxima posición en la lista 'Billboard Hot 100, y demás conteos de Australia, Austria, Canadá, Dinamarca, Nueva Zelanda y el Reino Unido.

### Otras canciones
«Dear Future Husband» fue originalmente anunciado como el segundo sencillo en una entrevista con PopJustice; sin embargo, en una entrevista con MTV, Trainor reveló que en lugar de «Dear Future Husband» había elegido «Title» como el segundo sencillo. La publicación de «Title» como sencillo fue cancelada; pero alcanzó la posición número nueve en la lista New Zealand Singles Chart de Nueva Zelanda.

## Lista de canciones
| N.º | Título                | Escritor(es)                  | Productor(es) | Duración |  |
| 1.  | «All About That Bass» | Meghan Trainor y Kevin Kadish | Kadish        | 3:07     |  |
| 2.  | «Title»               | Trainor y Kadish              | Kadish        | 2:54     |  |
| 3.  | «Dear Future Husband» | Trainor y Kadish              | Kadish        | 3:04     |  |
| 4.  | «Close Your Eyes»     | Trainor y Kadish              | Kadish        | 3:40     |  |

## Posiciones en listas
| País           | Lista                         | Mejor posición |         |
| América        | América                       | América        | América |
| -------------- | ----------------------------- | -------------- | ------- |
| Canadá         | Canadian Albums               | 17             |         |
| Estados Unidos | Billboard 200                 | 15             |         |
| Estados Unidos | Digital Albums                | 10             |         |
| Estados Unidos | Top Album Sales               | 15             |         |
| Europa         |                               |                |         |
| Dinamarca      | Hitlisten Danish Albums Chart | 35             |         |

## Historial de lanzamientos
| País           | Fecha                   | Formato               | Discográfica |
| -------------- | ----------------------- | --------------------- | ------------ |
| Australia      | 9 de septiembre de 2014 | CD y descarga digital | Epic Records |
| Estados Unidos | 9 de septiembre de 2014 | CD y descarga digital | Epic Records |